# Walnut Springs
Walnut Springs é uma cidade localizada no estado norte-americano do Texas, no Condado de Bosque.

## Demografia
Segundo o censo norte-americano de 2000, a sua população era de 755 habitantes.
Em 2006, foi estimada uma população de 806, um aumento de 51 (6.8%).

## Geografia
De acordo com o United States Census Bureau tem uma área de
3,5 km², dos quais 3,5 km² cobertos por terra e 0,0 km² cobertos por água.

## Localidades na vizinhança
O diagrama seguinte representa as localidades num raio de 28 km ao redor de Walnut Springs.